# Strikeout

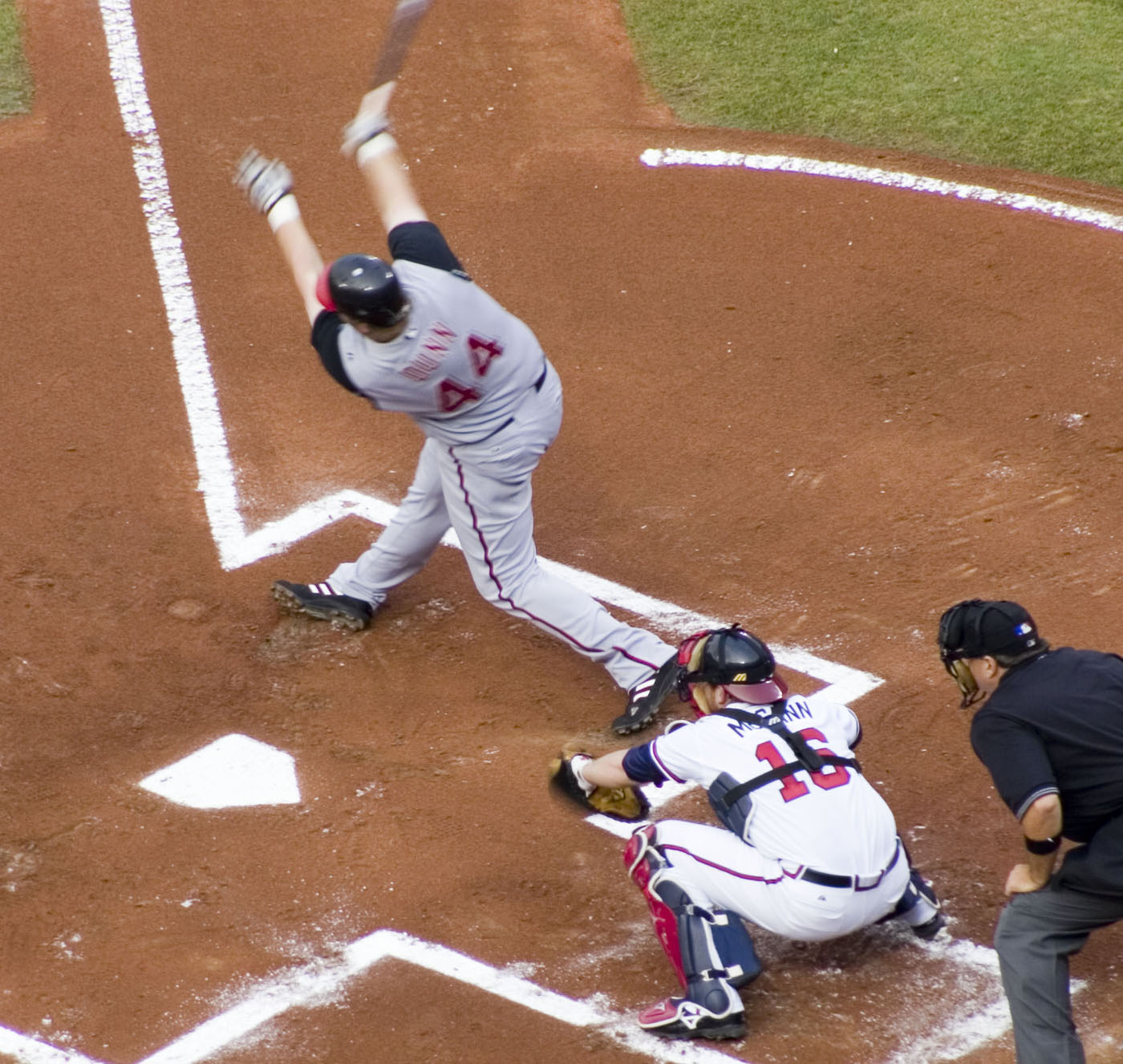
El jardinero de los Cincinnati Reds, Adam Dunn, poncha al lanzador de los Atlanta Braves, John Smoltz.

En el béisbol o sóftbol, un strikeout (o strike-out), conocido comúnmente en el idioma español como "ponche", se produce cuando un bateador acumula tres strikes durante su turno al bate. Por lo general, significa que el bateador es eliminado (out). Se considera como una estadística registrada tanto para lanzadores como bateadores, y se denota con la letra K.
Aunque un ponche sugiere que el lanzador dominó al bateador, el estilo de bateo que genera cuadrangulares también deja bateadores susceptibles de ponchar. Algunos de los más grandes jonroneros de todos los tiempos -como Alex Rodríguez, Reggie Jackson y Sammy Sosa- son conocidos por acumular ponches en su carrera profesional.

## Reglas
Un lanzamiento es decretado como bola por el ampáyer si el bateador no realiza un swing y, a juicio del ampáyer, no pasa a través de la zona de strike. Cualquier lanzamiento en que el bateador haga swing, o que el ampáyer considere que atravesó la zona de strike, es decretado como strike. Cada bola y strike afectan el conteo del bateador, a excepción de los fouls cuando hay dos strikes acumulados, es decir, un tercer strike solo se cuenta si el bateador realiza un swing fallido o si el ampáyer considera que la pelota atravesó la zona de strike sin que el bateador hubiera hecho un swing. Un lanzamiento que es conectado por el bateador y no es un foul se considera en juego.
Un lanzador registra un ponche al conseguir un tercer strike, pero el bateador se considera fuera (out) solo si se cumple alguna de las siguientes condiciones:
1. El tercer strike es capturado por el receptor;
2. Con cualquier tercer strike, si hay un corredor en primera base y hay cero o un out;
3. El tercer strike es tocado de foul y no es capturado por ningún defensivo.

Por lo tanto, es posible para un bateador ser ponchado y llegar a salvo a una base si el receptor no domina el tercer strike y no consigue tocar o forzar al bateador en primera base. Cuando esto ocurre, el ponche se registra tanto para el lanzador como para el bateador, pero no se registra un out, por lo que es posible para un lanzador acumular más de tres ponches en una entrada lanzada.
En el registro de resultados del béisbol, un ponche donde el bateador hace swing es anotado como K o K-S, mientras que un ponche sin swing es con frecuencia anotado como una K hacia atrás, y algunas veces como K-L, CK o Kc. A pesar del amplio uso de la "K" para registrar un ponche, SO es la abreviación oficial utilizada por las Grandes Ligas.

## Récords

### Lanzadores
Top 20 de líderes en ponches de la historia de las Grandes Ligas (lanzadores activos en negritas):
1. Nolan Ryan – 5,714
2. Randy Johnson – 4,875
3. Roger Clemens – 4,672
4. Steve Carlton – 4,136
5. Bert Blyleven – 3,701
6. Tom Seaver – 3,640
7. Don Sutton – 3,574
8. Gaylord Perry – 3,534
9. Walter Johnson – 3,509
10. Greg Maddux – 3,371
11. Phil Niekro – 3,342
12. Ferguson Jenkins – 3,192
13. Pedro Martínez – 3,154
14. Bob Gibson – 3,117
15. Curt Schilling – 3,116
16. CC Sabathia – 3,093
17. John Smoltz – 3,084
18. Justin Verlander – 3,006
19. Jim Bunning – 2,855
20. Mickey Lolich – 2,832

Top 10 de líderes en ponches en una sola temporada de las Grandes Ligas:
| Lanzador           | Ponches | Temporada | Equipo                                                 | Liga  | Rango |
| ------------------ | ------- | --------- | ------------------------------------------------------ | ----- | ----- |
| Matt Kilroy        | 513     | 1886      | Baltimore Orioles                                      | AA    | 1     |
| Toad Ramsey        | 499     | 1886      | Louisville Colonels                                    | AA    | 2     |
| Hugh Daily         | 483     | 1884      | Chicago Browns/Pittsburgh Stogies/Washington Nationals | UA    | 3     |
| Dupee Shaw         | 451     | 1884      | Detroit Wolverines/Boston Reds                         | NL/UA | 4     |
| Old Hoss Radbourn  | 441     | 1884      | Providence Grays                                       | NL    | 5     |
| Charlie Buffington | 417     | 1884      | Boston Beaneaters                                      | NL    | 6     |
| Guy Hecker         | 385     | 1884      | Louisville Eclipse                                     | AA    | 7     |
| Nolan Ryan         | 383     | 1973      | California Angels                                      | AL    | 8     |
| Sandy Koufax       | 382     | 1965      | Los Angeles Dodgers                                    | NL    | 9     |
| Bill Sweeney       | 374     | 1884      | Baltimore Monumentals                                  | UA    | 10    |

### Bateadores
Top 20 de líderes en ponches de la historia de las Grandes Ligas (jugadores activos en negritas):
1. Reggie Jackson – 2,597
2. Jim Thome – 2,548
3. Adam Dunn – 2,379
4. Sammy Sosa – 2,306
5. Alex Rodríguez – 2,220
6. Andrés Galarraga – 2,003
7. José Canseco – 1,942
8. Willie Stargell – 1,936
9. Mark Reynolds – 1,927
10. Curtis Granderson – 1,916
11. Mike Cameron – 1,901
12. Mike Schmidt – 1,883
13. Fred McGriff – 1,882
14. Tony Pérez – 1,867
15. Ryan Howard – 1,843
16. Bobby Abreu – 1,840
17. Derek Jeter – 1,840
18. Chris Davis – 1,835
19. Dave Kingman – 1,816
20. Manny Ramírez – 1,813

Top 10 de líderes en ponches en una sola temporada de las Grandes Ligas:
| Rango | Jugador           | Equipo               | Ponches | Año  |
| ----- | ----------------- | -------------------- | ------- | ---- |
| 1     | Mark Reynolds     | Arizona Diamondbacks | 223     | 2009 |
| 2     | Adam Dunn         | Chicago White Sox    | 222     | 2012 |
| 3     | Chris Davis       | Baltimore Orioles    | 219     | 2016 |
| 4     | Yoan Moncada      | Chicago White Sox    | 217     | 2018 |
| 5     | Chris Carter      | Houston Astros       | 212     | 2013 |
| =6    | Mark Reynolds     | Arizona Diamondbacks | 211     | 2010 |
| =6    | Giancarlo Stanton | New York Yankees     | 211     | 2018 |
| =8    | Chris Davis       | Baltimore Orioles    | 208     | 2015 |
| =8    | Aaron Judge       | New York Yankees     | 208     | 2018 |
| 10    | Joey Gallo        | Texas Rangers        | 207     | 2018 |